# Liste der Einträge im National Register of Historic Places im Polk County (Tennessee)
Diese Liste der Einträge im National Register of Historic Places im Polk County (Tennessee) enthält alle im Polk County, Tennessee in das National Register of Historic Places eingetragenen Gebäude, Bauwerke, Objekte, Stätten oder historischen Distrikte.
Diese Liste entspricht dem Bearbeitungsstand des National Park Service/National Register of Historic Places vom 4. Oktober 2024.

## Legende
| NRHP | Historic Place             |
| HD   | National Historic District |

## Aktuelle Einträge
| [ 2 ] | Name                                          | Bild                       | Eintragsdatum                  | Lage | Ort        | Beschreibung |
| ----- | --------------------------------------------- | -------------------------- | ------------------------------ | --- | ---------- | ------------ |
| 1     | Burra Burra Mine Historic District            | weitere Bilder             | 17. März 1983 ID-Nr. 83003059  | Tennessee State Route 68 und Burra Street 35° 2′ 7″ N, 84° 22′ 46″ W                                                                           | Ducktown   |              |
| 2     | Buzzard’s Roost Historic District             |                            | 15. Mai 1992 ID-Nr. 92000451   | 301–400 College, 420–430 Ell und 129–186 Main Sts., 400–415 School House Rd. und 211–215 Tennessee State Route 68 35° 1′ 59″ N, 84° 23′ 3,8″ W | Ducktown   |              |
| 3     | Center & Abernathy Store Building             |                            | 2. Sep. 1992 ID-Nr. 92001071   | 23–33 Ocoee Street 34° 59′ 18″ N, 84° 22′ 16″ W                                                                                                | Copperhill |              |
| 4     | Central Headframe                             |                            | 2. Sep. 1992 ID-Nr. 92001073   | Tennessee State Route 68, südlich der Straßenkreuzung mit der U.S. Route 64 und U.S. Route 74 35° 1′ 16″ N, 84° 22′ 55″ W                      | Ducktown   |              |
| 5     | Copeland House                                | weitere Bilder             | 5. Apr. 1984 ID-Nr. 84003674   | Cookson Creek Road 35° 5′ 4″ N, 84° 40′ 10″ W                                                                                                  | Parksville |              |
| 6     | Copperhill Historic District                  |                            | 15. Mai 1992 ID-Nr. 92000449   | zwischen der Hill, Prospect, Main und Riverview Sts. 34° 59′ 22″ N, 84° 22′ 10″ W                                                              | Copperhill |              |
| 7     | Ducktown Historic District                    | Ducktown Historic District | 15. Mai 1992 ID-Nr. 92000450   | zwischen der Tennessee State Route 68 und zwei Straßenblöcke nordwestlich der Main Street 35° 2′ 13″ N, 84° 22′ 55″ W                          | Ducktown   |              |
| 8     | Isabella Managers' Row                        |                            | 15. Mai 1992 ID-Nr. 92000448   | Ducktown–Isabella Road, nördlich der U.S. Route 64 35° 1′ 28″ N, 84° 21′ 37″ W                                                                 | Isabella   |              |
| 9     | Kimsey Junior College                         | Kimsey Junior College      | 2. Sep. 1992 ID-Nr. 92001072   | 244 Tennessee State Route 68 35° 3′ 2″ N, 84° 23′ 20″ W                                                                                        | Ducktown   |              |
| 10    | Knoxville Southern Railroad Historic District | weitere Bilder             | 21. März 2007 ID-Nr. 07000187  | an der ehemaligen Eisenbahnstrecke der Knoxville Southern Railroad 35° 10′ 29,2″ N, 84° 23′ 53,3″ W                                            | Reliance   |              |
| 11    | Newtown Historic District                     |                            | 15. Mai 1992 ID-Nr. 92000452   | 510–521 1st, 538–730 2nd und 580–730 3rd Sts. 34° 59′ 36″ N, 84° 22′ 15″ W                                                                     | Copperhill |              |
| 12    | Ocoee No. 1 Hydroelectric Station             | weitere Bilder             | 5. Juli 1990 ID-Nr. 90001003   | an der Straßenkreuzung der U.S. Route 64 und dem Ocoee River 35° 5′ 40″ N, 84° 38′ 52″ W                                                       | Parksville |              |
| 13    | Ocoee Hydroelectric Plant No. 2               | weitere Bilder             | 31. Okt. 1979 ID-Nr. 79002453  | U.S. Route 64 35° 4′ 58″ N, 84° 29′ 27,9″ W | Ocoee      |              |
| 14    | Ocoee No. 3 Hydroelectric Project             | weitere Bilder             | 14. Aug. 2017 ID-Nr. 100001473 | 1988 US 64 35° 2′ 26″ N, 84° 28′ 0″ W | Benton     |              |
| 15    | Polk County Courthouse                        | weitere Bilder             | 24. Juni 1993 ID-Nr. 93000562  | zwischen der U.S. Route 411 und den Ward, Commerce und Main Sts. 35° 10′ 24″ N, 84° 39′ 11,8″ W                                                | Benton     |              |
| 16    | Reliance Historic District                    |                            | 13. März 1986 ID-Nr. 86000350  | zwischen der New Reliance und Power House Rds., der Tennessee State Route 30 und dem Hiwassee River 35° 11′ 23″ N, 84° 30′ 7,9″ W              | Reliance   |              |
| 17    | Nancy Ward Tomb                               | weitere Bilder             | 11. Apr. 1973 ID-Nr. 73001815  | südlich von Benton an der U.S. Route 411 35° 9′ 51″ N, 84° 40′ 50″ W                                                                           | Benton     |              |
| 18    | William Wiggins House                         | William Wiggins House      | 2. Dez. 1993 ID-Nr. 93001355   | an der nordöstlichen Straßenecke der Main und Ward Sts. 35° 10′ 26″ N, 84° 39′ 11,8″ W                                                         | Benton     |              |